# Заман, Мунаваруз
Мунаваруз Заман (урду منور الزماں‎, англ. Munawaruz Zaman, 2 апреля 1950 — 28 июля 1994, Карачи, Пакистан) — пакистанский хоккеист (хоккей на траве), защитник. Серебряный призёр летних Олимпийских игр 1972 года, бронзовый призёр летних Олимпийских игр 1976 года, чемпион мира 1971 и 1978 годов.

## Биография
Мунаваруз Заман родился 2 апреля 1950 года.
В 1972 году вошёл в состав сборной Пакистана по хоккею на траве на Олимпийских играх в Мюнхене и завоевал серебряную медаль. Играл на позиции защитника, провёл 9 матчей, забил 4 мяча (по одному в ворота сборных Испании, ФРГ, Малайзии и Бельгии).
В 1976 году вошёл в состав сборной Пакистана по хоккею на траве на Олимпийских играх в Монреале и завоевал бронзовую медаль. Играл на позиции защитника, провёл 6 матчей, забил 6 мячей (по два в ворота сборных ФРГ и Новой Зеландии, по одному — Бельгии и Испании).
В 1971 и 1978 годах в составе сборной Пакистана завоевал золотые медали на чемпионатах мира в Барселоне и Буэнос-Айресе, в 1975 году выиграл серебро в Куала-Лумпуре.
В 1974 и 1978 годах завоевал золотые медали хоккейного турнира летних Азиатских игр в Тегеране и Бангкоке. В 1978 и 1980 годах выиграл два домашних Трофея чемпионов в Лахоре и Карачи.
В 1971—1980 годах провёл за сборную Пакистана 119 матчей, забил 44 мяча.
По окончании игровой карьеры стал тренером. В начале 90-х годов возглавил сборную Пакистана.
Работал в банке.
Умер 28 июля 1994 года в пакистанском городе Карачи во время тренировки на чемпионате мира среди ветеранов.
В 1997 году посмертно удостоен правительственной награды Pride of Perfomance.